# Jingzhou, Huaihua
Jingzhou är ett autonomt härad för dong- och miao-folken som lyder under Huaihuas stad på prefekturnivå i Hunan-provinsen i södra Kina.
Antalet invånare är 245116. Befolkningen består av 117 442 kvinnor och 127 674 män. Barn under 15 år utgör 17,0 %, vuxna 15-64 år 73 %, och äldre över 65 år 8,0 %.

I Jingzhou finns en kärnvapenbrigad ur andra artillerikåren stationerad, vilken lyder under den viktiga "Bas 55" med högkvarter i Huaihuas stad. Brigaden har interkontinentala ballistiska kärnvapenrobotar och är förlagd i Jingzhou och Suining.